# Wahlbezirk Tirol 15
Der Wahlbezirk Tirol 15 war ein Wahlkreis für die Wahlen zum Abgeordnetenhaus im österreichischen Kronland Tirol. Der Wahlbezirk wurde 1907 mit der Einführung der Reichsratswahlordnung geschaffen und bestand bis zum Zusammenbruch der Habsburgermonarchie.

## Geschichte
Nachdem der Reichsrat im Herbst 1906 das allgemeine, gleiche, geheime und direkte Männerwahlrecht beschlossen hatte, wurde mit 26. Jänner 1907 die große Wahlrechtsreform durch Sanktionierung von Kaiser Franz Joseph I. gültig. Mit der neuen Reichsratswahlordnung schuf man insgesamt 516 Wahlbezirke, wobei mit Ausnahme Galiziens in jedem Wahlbezirk ein Abgeordneter im Zuge der Reichsratswahl gewählt wurde. Der Abgeordnete musst sich dabei im ersten Wahlgang oder in einer Stichwahl mit absoluter Mehrheit durchsetzen. Der Wahlkreis Tirol 15 umfasste die Gerichtsbezirke Bozen, Sarnthal, Kastelruth, wobei die Stadt Brixen (Wahlbezirk Tirol 5) vom Wahlbezirk ausgenommen war.
Aus der Reichsratswahl 1907 ging Josef Kienzl (Christlichsoziale Partei) als Sieger hervor. Bei der Reichsratswahl 1911 konnte er sein Mandat erfolgreich verteidigen. Kienzl erreichte bei den Wahlen 85 bzw. 84 Prozent, der Kandidat der zweitstärksten Konservativen kam auf jeweils 11 Prozent.

## Wahlen

### Reichsratswahl 1907
Die Reichsratswahl 1907 wurde am 14. Mai 1907 (erster Wahlgang) durchgeführt. Eine Stichwahl entfiel auf Grund der absoluten Mehrheit von Kienzl im ersten Wahlgang.
| Kandidat                                                                     | Partei                             | Wahlkreisstimmen | Prozent |
| ---------------------------------------------------------------------------- | ---------------------------------- | ---------------- | ------- |
| Josef Kienzl                                                                 | Christlichsoziale Partei           | 4855             | 85,4 %  |
| Franz von Zallinger                                                          | Konservative Partei                | 644              | 11,3 %  |
|                                                                              | Sozialdemokratische Arbeiterpartei | 163              | 2,9 %   |
| Sonstige                                                                     |                                    | 21               | 0,4 %   |
| Wahlberechtigte: 6889, Ungültige/Leere Stimmen: 178, Wahlbeteiligung: 85,2 % |                                    |                  |         |

### Reichsratswahl 1911
Die Reichsratswahl 1911 wurde am 13. Juni 1911 (erster Wahlgang) durchgeführt. Die Stichwahl entfiel auf Grund der absoluten Mehrheit von Kienzl im ersten Wahlgang.
| Kandidat                                                                    | Partei                             | Wahlkreisstimmen | Prozent |
| --------------------------------------------------------------------------- | ---------------------------------- | ---------------- | ------- |
| Josef Kienzl                                                                | Christlichsoziale Partei           | 4208             | 84,0 %  |
| Josef Burger                                                                | Konservative Partei                | 560              | 11,2 %  |
| Johann Pittacco                                                             | Sozialdemokratische Arbeiterpartei | 188              | 3,8 %   |
| Sonstige                                                                    |                                    | 56               | 1,1 %   |
| Wahlberechtigte: 7302, Ungültige/Leere Stimmen: 93, Wahlbeteiligung: 69,9 % |                                    |                  |         |